# Cosmic Boy
Cosmic Boy (Rokk Krinn) è un personaggio immaginario, un supereroe del XXX e XXXI secolo dell'Universo DC. Comparve per la prima volta in Adventure Comics n. 247 (aprile 1958). È un membro fondatore della Legione dei Super-Eroi, e fu il leader originale di tutte le incarnazioni della squadra. Il suo personaggio è stato abbastanza coerente nelle versioni passate, con un comportamento serio ed un forte senso del dovere, mentre la terza versione si affaccia sul suo lato manipolatore.

## Biografia del personaggio

### Originale
Cosmic Boy è un membro fondatore della Legione dei Supereroi, insieme a Lightning Lad e Saturn Girl, e possiede il potere super umano di generare campi magnetici. Suo fratello, Pol, si unì alla Legione sotto il nome in codice di Magnetic Kid, ma morì durante la "Guerra di Magia". Cosmic Boy è uno dei pochi Legionari che ebbe una propria miniserie, che durò quattro numeri nella metà degli anni ottanta come spin-off del crossover Legends.
Nella Legione pre-Ora zero, Cosmic Boy fu romanticamente coinvolto in una relazione con Night Girl (Lydda Jath) della Legione degli Eroi Sostituti. Durante la "Five Year Gap" dopo la Guerra della Magia, perse i suoi poteri nel corso di una guerra tra i pianeti Braal e Imsk (casa di Shrinking Violet), in cui l'armata Iskiana utilizzò uno "smorzatore" di campi magnetici all'interno dei soldati Braaliani. "Vi" si trovava nel mezzo dell'azione quando il suo compagno di squadra venne messo fuori combattimento durante la battaglia di Venado Bay, e portò una profonda colpa per anni. Rimanendo sé stesso, Rokk si ritirò nelle baraccopoli di una Bralla demilitarizzata insieme a sua moglie Lydda, che diede alla luce loro figlio, Pol (chiamato così in memoria del fratello di Rokk). Quando Reep Daggle riformò la Legione, anche senza i suoi poteri Rokk ne fece parte, trasferendo la sua famiglia nel nuovo quartier generale della squadra. L'ex Cosmic Boy continuava a fare il suo dovere con onore durante l'epoca della Legione adulta, dimostrando di non avere bisogno dei poteri per essere un eroe. Tuttavia, Rokk riottenne i suoi poteri poco prima dell'Ora Zero, grazie ad un paio di guanti potenziati. Assunse il nome in codice di "Polestar", solo per rinunciare ai guanti dopo che cominciarono a prendere possesso della sua mente. Dopo aver saputo che sarebbe dovuto diventare il nuovo Time Trapper, Rokk e il resto della Legione furono cancellati dalla storia di Ora Zero.

### Post-Ora Zero
Nella Legione post-Ora Zero, Rokk Krinn proveniva da una famiglia povera, ma divenne una super star nello sport Braaliano del Magnoball, guadagnadosi il soprannome di "Cosmic Boy" dopo aver vinto i Giochi Cosmici di Magnoball. Inviò la maggior parte dei suoi guadagni alla sua famiglia, ignaro che il suo manager, Alex Cuspin, invece glieli sottraeva. Dopo essere stato avvicinato da R. J. Brande per formare la Legione, Saturn Girl scoprì e rivelò la verità a proposito di Cuspin. Immediatamente, Rokk lo licenziò e lo fece arrestare. I membri fondatori lo elessero leader, ma presto venne fuori che il Leviatano, un veterano della Polizia Scientifica, fu scelto per guidarli dal Presidente dei Pianeti Uniti. Il Leviatano diede subito il comando della squadra a Cosmic Boy dopo la morte di Kid Quantum, una posizione che ricoprì con devota ammirazione. Dopo l'attacco alla Terra da parte del White Triangle Daxamita, sembrò trasformarsi in una marionetta controllata dal Presidente Chu dei Pianeti Uniti. Durante questo periodo, prese molte decisioni impopolari, incluso costringere il suo compagno di squadra Garth Ranzz ed Ultra Boy a uscire dalla squadra. Tuttavia, era tutto un piano astuto ideato da lui e da Lyle Norg per mettere a nudo la corruzione del Presidente Chu.
Dopo di ciò, si dimise volontariamente dal ruolo di leader, sentendo che aveva guidato la squadra per troppo tempo. Quando Shrinking Violet cadde sotto il controllo mentale dell'Occhio Smeraldo di Ekron, Rokk fu uno dei membri della squadra che l'Occhio inviò nel XXI secolo. Durante questo periodo, lui e Saturn Girl cominciarono una relazione, ma fu proprio in quel periodo che fu messo in uno stato comatoso durante una battaglia contro il Dottor Psycho. Quando venne curato, si scoprì che Saturn Girl stava manipolando inconsciamente il suo corpo ancora in coma fin dall'attacco di Psycho. Capì anche di essere innamorata di Garth: la relazione finì, ma i suoi rimasero molto amici. Dopo il ritorno nel XXXI secolo, ebbe a che fare con un attentato alla sua vita da parte del suo ex manager, che fu scarcerato. Dopo che metà della squadra venne persa in una fenditura nello spazio, la Legione fu sciolta da Leland McCauley, che divenne il nuovo Presidente dei Pianeti Uniti. Brande lo ricontattò subito di nascosto per riformare la squadra in segreto, e di nuovo Rokk guidò la Legione per un breve periodo, scoprendo che McCauley in realtà era già morto e che era impersonato da Ra's al Ghul. Dopo aver sconfitto Ra's, Rokk si ritirò di nuovo dalla leadership. Successivamente, cominciò una relazione con la nuova leader del gruppo, Kid Quantum II.

### Continuità della terza versione
In Legion of Super-Heroes vol. 5 n. 1, Cosmic Boy è il leader della Legione dei Supereroi. Dopo aver distrutto il pianeta dei Dominatori (e averli mandati nella Zona Fantasma), fu sostituito nel ruolo di capo da Supergirl. Quindi si unì ad un'altra squadra di supereroi del XLI secolo, che viaggiò nel passato per offrirgli un posto nei suoi ranghi.

### Post-Crisi Infinita
Gli eventi della miniserie Crisi infinita, ricostituirono un'analoga continuità della versione della Legione pre-Crisi sulle Terre infinite, come visto nella storia "The Lightning Saga" in Justice League of America e Justice Society of America, e nella storia "Superman e la Legione dei Supereroi" in Action Comics. Cosmic Boy fu inserito nei loro numeri.
Lo scrittore di fumetti Geoff Johns, affermò riguardo al personaggio:
"Cosmic Boy è il tipico leader a tutto tondo che mette tutto sulle sue spalle, ma è magnetico. I suoi poteri sono tutti magnetici, e così è anche la sua personalità. E si sforza di rimettere insieme la Legione. È come 'Lo possiamo fare. Possiamo rimetterli insieme'. Per lui è naturale".

## Poteri e abilità
Il suo potere principale consiste nel poter manipolare i campi elettromagnetici, e dunque primariamente i metalli. Il massimo quantitativo di materia che può manipolare contemporaneamente è sconosciuto. Più volte è stato in grado di spostare degli enormi asteroidi, e ha fatto levitare senza sforzo un sottomarino nucleare di 30 000 tonnellate. Le sue abilità si estendono fino al livello atomico, cosa che gli permette di manipolare le strutture chimiche e di riorganizzare la materia, anche se questo è spesso un compito per lui faticoso.
Cosmic Boy può manipolare un gran numero di singoli oggetti contemporaneamente e con i suoi poteri è stato in grado di assemblare macchinari complessi. In misura minore può influenzare anche oggetti non metallici e non magnetici, e può far levitare se stesso e gli altri (sempre tramite il controllo dei campi elettromagnetici). Può inoltre generare degli impulsi elettromagnetici di grande forza e generare e manipolare l'energia elettromagnetica fino al livello dei fotoni. Può diventare invisibile curvando la luce intorno al suo corpo. Un altro modo in cui Cosmic Boy usa spesso il suo potere è la proiezione di campi di forza che possono bloccare selettivamente materia ed energia. Questi campi sono abbastanza forti da resistere alla detonazione di molteplici armi termonucleari, per cui Cosmic Boy è invulnerabile a molti danni quando circondato dal suo scudo e grazie a esso può sopravvivere temporaneamente nello spazio profondo. Egli può anche incanalare i suoi poteri attraverso il proprio corpo per aumentare la sua resistenza e durata ben oltre i limiti umani e ha un tempo di reazione di base quindici volte più breve di quello degli esseri umani normali. In un'occasione egli ha alterato il comportamento dei campi gravitazionali attorno a lui, cosa che viene attribuita all'esistenza di un campo unificato che egli può manipolare.

## Serie limitata
Cosmic Boy fu il protagonista di una serie limitata di quattro numeri, che durò da dicembre 1986 fino a marzo 1987. Collegata al crossover Legends, la serie fu scritta da Paul Levitz con illustrazioni di Keith Giffen, Ernie Colón, e Bob Smith.

### Trama
Nella serie, Cosmic Boy e Night Girl viaggiarono dal XXX secolo al XX secolo per godersi una vacanza. Si trovarono minacciati da molti cittadini e residenti degli Stati Uniti, che furono manipolati da Glorious Godfrey come parte di un piano di Darkseid per discreditare la comunità supereroistica della Terra. Poco dopo essere arrivati, Cosmic Boy incontrò Superman, che non lo riconobbe - anche se Superboy fu parte della Legione per anni. Lui e Night Girl rividero le videocassette della storia recente, inclusi i riferimenti al bombardamento di Hiroshima, l'esplosione dello space shuttle americano Challenge, e la fusione dell'impianto nucleare di Chernobyl, ma non ci fu nessun riferimento alla carriera di Superman nei panni di Superboy. Cosmic Boy, un topo da biblioteca riguardo alla storia del XX secolo, insistette che nessuno di questi eventi era corretto. Dato che questo era il loro primo viaggio nel tempo dalla Crisi, la coppia temette che qualcosa non fosse andato nel modo corretto nella storia. Il futuro poteva essere in serio pericolo, dato che molti dei mondi dei Pianeti Uniti futuri sarebbero stati colonizzati da coloni umani. Una missione di uno shuttle che portava un cruciale satellite terrestre come futuro sviluppo del viaggio nello spazio andò storto e lo shuttle esplose. Cosmic Boy prese magneticamente il carico e inviò i detriti senza danni verso l'oceano, ma i soldati americani sospettarono che fosse una spia straniera. Lo attaccarono, attuando la direttiva del Presidente Reagan che mise al bando le attività supereroistiche.
Cercando di proteggere il satellite, Cosmic Boy e Night Girl viaggiarono verso lo stabilimento della N.A.S.A. a Houston, Texas, dove incontrarono Jason, uno degli astronauti che disegnarono lo shuttle. Aiutarono a calmare una rivolta che esplose quando i dimostratori irruppero nell'ente spaziale. Cosmic Boy giunse alla conclusione che un qualche nemico, al momento senza nome, stesse deliberatamente tentando di sabotare la missione. Quando partirono per tornare a casa, la coppia notò che entrambe le sue famiglie venivano da mondi colonizzati durante la Grande Migrazione dalla Terra. Tutti e due erano ignari che il cognome di Jason - l'astronauta che incontrarono - era Krinnsky...cosa che implicò che poteva essere un distante antenato di Cosmic Boy, il suo vero nome è Rokk Krinn.
Cosmic Boy e Night Girl decisero di ritornare nel XXX secolo, dove gli esperti del viaggio nel tempo Brainiac 5 e Circadia Senius avrebbero potuto determinare il problema. Poco dopo essere entrati nella linea temporale, la loro sfera temporale incontrò una tempesta e iniziò a vibrare violentemente. Così, furono costretti a ritornare nel XX secolo, dove rivolsero a Jason Krinnsky per aiuto, che fece del suo meglio per riparare il guasto. Tuttavia, anche il loro secondo tentativo fallì, dato che c'era una barriera che li bloccava. Capirono che necessitavano di una fonte di potere più massiccia per fare arrivare la sfera temporale fino al XXX secolo, così, Cosmic Boy imbrigliò l'energia elettromagnetica del campo terrestre: ruppero la barriera, ma furono inviati oltre il loro tempo, fino alla Fine del Tempo, dove dovettero vedersela contro il nemico più fatale della Legione: Time Trapper.
Trapper giocò con la coppia, dando loro un'ora per trovare un modo per tornare al XXX secolo. Infine si fecero strada nella la Cittadella di Trapper verso la loro sfera temporale, proprio nel momento in cui gli ultimi granelli della clessidra stavano cadendo. Cosmic Boy utilizzò i suoi poteri per deformare la clessidra, facendo sì che l'ultimo granello non potesse mai cadere. Divertito, il Trapper permise lor di andarsene. Non solo, diresse la sfera temporale verso il XXX secolo, facendo sì che atterrasse proprio di fronte al quartier generale della Legione. Tuttavia, li avvertì che questa sarebbe stata il loro ultimo viaggio attraverso il tempo, e che "la prossima volta che un Legionario avesse osato infrangere la barriera del tempo, sarebbe stata l'ultima". Dato che i due corsero ad avvertire i loro colleghi di ciò che accadde loro, il Trapper capì che i Legionari sarebbero tornati per lui. Trovò la cosa piuttosto gratificante, in quanto guardò un paio di statue rappresentanti Superboy e il suo cane, Krypto.
Gli eventi di questa serie continuarono nella storia Il più grande eroe di tutti, pubblicata in Superman vol. 2 n. 8, Action Comics n. 591, e Legion of Super-Heroes vol. 3 n. 37 e n. 38 (agosto-settembre 1987).

## Costume
Il costume originale di Cosmic Boy, era rosa con i lati neri, con quattro cerchi bianchi, e il nome in codice "Cosmic Boy" scritto sul petto, ed un elmetto da astronauta a forma di sfera di plastica. Dopo questa comparsa, l'elmo e il nome in codice furono rimpiazzati da un paio di spalline bianche. Per un breve periodo negli anni settanta, fu raffigurato con un costume che era essenzialmente un bustier nero con guanti e stivali neri, braccia, gambe, petto e spalle nudi. Questo costume - uno dei tanti disegnati da Mike Grell - ricevette una reazione mista dai fan, alcuni che pensavano che fosse inappropriato sessualizzare Cosmic Boy, mentre altri lo vedevano come un'innovazione e un riflesso del tempo in cui il fumetto venne pubblicato. Cosmic Boy ritornò con una variante del costume originale anni più tardi. Come Polestar, indossò un body nero e viola con delle strisce sui lati ed un cappuccio nero. Nella Legione post-Ora Zero, indossò una versione del suo costume originale con il colore lavanda come colore principale invece del rosa. Su questa versione del costume, i quattro cerchi sul suo petto erano in realtà dischi che poteva manipolare magneticamente e utilizzare come armi. La terza versione del costume aveva un costume simile, con il blu come colore principale e cerchi neri al posto di cerchi bianchi.

## Altri media

### Le avventure di Superman
La prima comparsa di Cosmic Boy al di fuori dei fumetti avvenne nell'episodio New Kids in Town della serie animata Le avventure di Superman al fianco di Saturn Girl e Chameleon Boy. Ricomparve successivamente nell'episodio "Lontano da casa" della serie animata Justice League Unlimited.

### Legion of Super-Heroes
Cosmic Boy fu un membro ricorrente della serie animata Legion of Super-Heroes. Si scoprì che era il membro leader originale della Legione dei Supereroi.
Sembrò mostrare una passione romantica per Saturn Girl nell'episodio pilota della prima stagione "Chain of Command". Voleva (o ordinò) che Saturn Gil restasse con lui e Brainiac 5, con cui sarebbe stata al sicuro. Lei obiettò furiosamente che poteva prendersi cura di sé stessa da sola. Saturn Girl volò via con il resto dei suoi compagni di squadra prima che Cosmic Boy potesse scusarsi. Se colmarono o no tale differenze dopo la missione non fu mai chiarito.
Perse la possibilità di diventare il leader del gruppo in una votazione, a favore di Bouncing Boy, ma sembrò ottenere tale qualifica nella seconda stagione.

### Smallville
Cosmic Boy, insieme a Saturn Girl e Lightning Lad, fa il suo debutto dal vivo nell'undicesimo episodio dell'ottava stagione (La legione) della serie televisiva Smallville, interpretato dall'attore Ryan Kennedy. In questo episodio, Rokk viene mostrato come un leader silenzioso e determinato. Membro più deciso del gruppo, giunge quasi a uccidere Chloe Sullivan, ma viene fermato da Clark Kent. Quando il gruppo sconfigge Brainiac senza dover ricorrere all'omicidio, Rokk cambia le regole della Legione. Poco prima di tornare a casa, Rokk avvisa Clark dei giorni a venire, avvisandolo di stare in guardia. Anche se ci si riferisce a lui come "Rokk", in un punto dell'episodio Lightning Lad lo chiamò "Cos".
Torna successivamente nell'episodio finale per dare a Clark l'anello della Legione dopo che il suo era stato distrutto nell'episodio Doomsday e lo avvertì che niente poteva fermare Doomsday dall'ucciderlo. Diede a Clark l'anello dicendogli di inviare il mostro nel futuro, dove la Legione era preparata per affrontarlo.